# Saurita sanguisecta
Saurita sanguisecta är en fjärilsart som beskrevs av George Francis Hampson 1898. Saurita sanguisecta ingår i släktet Saurita och familjen björnspinnare. Inga underarter finns listade.